# El ajedrez en las fotografías de Lewis Carroll

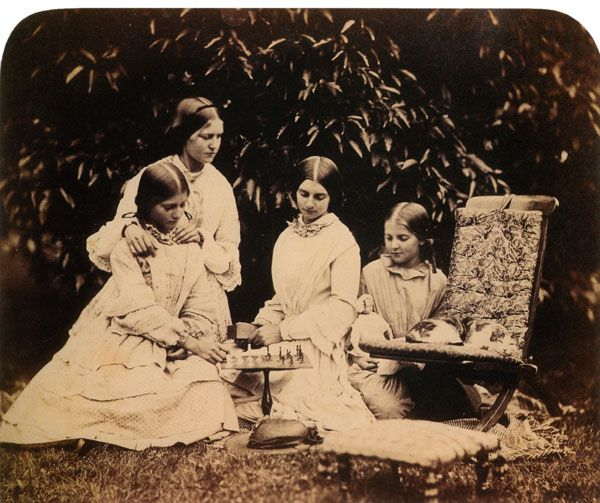
Lewis Carroll: Las hermanas Smith, verano de 1859.

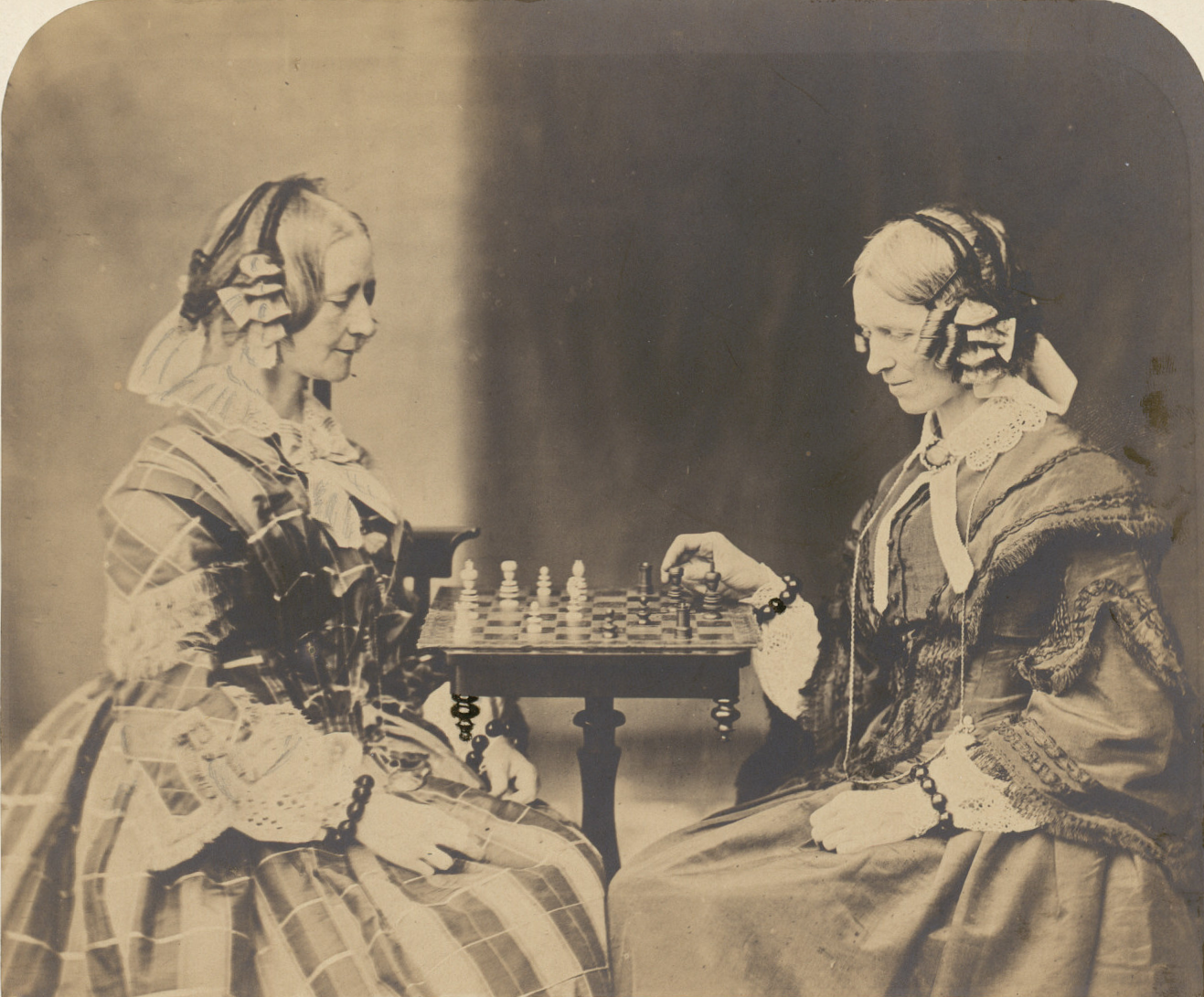
Lewis Carroll: Las tías de Carroll, Margaret Anne y Henrietta Mary Lutwidge, jugando al ajedrez, verano de 1859.

Lewis Carroll y el ajedrez es un tema que ha atraído repetidamente el interés de los historiadores del ajedrez y de los estudiosos de la literatura. El ajedrez jugó un papel importante en la vida del escritor Charles Lutwidge Dodgson (nombre real de Lewis Carroll), y fue captado en varias fotografías que tomó Carroll. Se interesó activamente en acontecimientos importantes de la vida ajedrecística británica, jugaba al ajedrez y enseñó a los niños a jugarlo. La trama del libro A través del espejo y lo que Alicia encontró allí se basa en un juego de ajedrez que el propio autor inventó, y publicó un diagrama de ajedrez de las posiciones iniciales de las piezas en la introducción de la obra.

## El ajedrez en las fotografías de Carroll
Carroll tomó varias fotografías de sus contemporáneos jugando al ajedrez. Algunas de estas fotografías figuran en el registro de Roger Taylor y Edward Wakeling, quienes incluyeron en él todas las fotografías atribuidas a Charles Lutwidge Dodgson que conocían, en particular las de la Biblioteca de la Universidad de Princeton.
La foto n.º 442 en el registro de Edward Wakeling muestra a las hermanas Smith en el verano de 1859 (Smith Sisters, Summer 1859). El tamaño de la foto es de 13,7 × 16,1 cm. Las hermanas Fanny, Mary, Joan y Anne Smith (en la foto, de izquierda a derecha) aparecen jugando al ajedrez en el jardín de la rectoría de Dinsdale, Yorkshire. Las chicas están sentadas a la sombra de árboles bajos y arbustos, justo sobre el césped. El tablero de ajedrez está sobre un bajo y pequeño velador. Un gato duerme junto a ellas en una silla plegable. Esta fotografía se encuentra en la colección de la Biblioteca de la Universidad de Princeton (Álbum AI:43). La posición en el tablero de ajedrez, según los expertos, cuestiona seriamente las habilidades de las jugadoras. Por ejemplo, el caballo negro está en el borde del tablero (un principiante piensa que allí es menos vulnerable a ataques desde todos los lados, pero un profesional entiende que el caballo en esta posición ataca y defiende menos casillas). Las hermanas probablemente estaban posando para una sesión de fotos, en lugar de ser fotografiadas jugando una partida real de ajedrez. Se muestra a Fanny jugando con las piezas blancas, pero ninguna de las otras tres hermanas puede jugar con las piezas negras desde su posición. Se especula que las hermanas pudieron haber jugado luego tras el posado hasta la tarde.
Foto n.º 440 en el índice de Edward Wakeling Dos de las tías de Lewis Carroll, Margaret Anne y Henrietta Mary Lutwidge, jugando al ajedrez. La fotografía muestra a las hermanas Lutwidge en el verano de 1859. El tamaño de la fotografía del Centro de Investigación Harry Ransome es de 13,9 x 16,7 cm. Las dos tías maternas de Carroll aparecen con elegantes vestidos de día, con cofias un poco pasadas de moda, jugando al ajedrez y estudiando el tablero con atención e interés. Un positivo de esta imagen se encuentra en la colección del Museo Nacional de Medios de Comunicación en Bradford, otro positivo se encuentra en el Centro Harry Ransom de la Universidad de Texas en Austin. Los investigadores creen que el segundo de estos positivos estaba coloreado (en ambas imágenes se pueden comparar las pulseras en la muñeca derecha de Henrietta y las cuentas decorativas en el lado izquierdo de la mesa). La posición en el tablero de ajedrez en esta fotografía se puede reconstruir fácilmente. Las negras se preparaban para mover con la reina desde la casilla d7, en la que se encontraba. El tablero de ajedrez de la imagen es más grande que la mesita sobre la que se apoya.

En una fotografía se ve a Francis Polidori jugando al ajedrez con su hija mayor Maria Francesca Rosetti. Esta fotografía fue dañada por algún cáustico; En el rostro de Rossetti hay restos de líquido. La hija menor, Christina Georgina, en nombre de la familia, pidió a Carroll que les proporcionara doce positivos de esta fotografía. 
|       |       |       |       |       |       |       |       |    |  |
|       | a8    | b8    | c8    | d8    | e8 kd | f8    | g8    | h8 |  |
| a7    | b7    | c7    | d7 qd | e7    | f7    | g7    | h7 rd |    |  |
| a6 rd | b6    | c6    | d6    | e6    | f6 pd | g6    | h6    |    |  |
| a5    | b5    | c5    | d5    | e5    | f5    | g5    | h5 pd |    |  |
| a4    | b4 bl | c4    | d4    | e4 nl | f4    | g4    | h4    |    |  |
| a3    | b3    | c3 pl | d3    | e3    | f3    | g3 pl | h3    |    |  |
| a2    | b2    | c2    | d2 ql | e2    | f2    | g2    | h2    |    |  |
| a1    | b1    | c1    | d1    | e1 kl | f1    | g1    | h1 rl |    |  |
|       |       |       |       |       |       |       |       |    |  |

La foto n.º 1131 del registro de Edward Wakeling se titula La señora Rossetti jugando al ajedrez con D. G. Rosetti, Christina y Maria Francesca, octubre de 1863. El tamaño de la fotografía del Centro de Investigación Harry Ransome es de 18,8 x 23,8 cm. La fotografía capta a la familia de Dante Gabriel Rossetti el 7 de octubre de 1863, jugando al ajedrez en medio de la naturaleza, en su jardín trasero. En la foto aparecen:  
- el poeta y pintor Dante Gabriel Rossetti y su madre Francis Mary Lavinia Polidori. Francis era hija del emigrado italiano Gaetano Polidori y hermana de John William Polidori, autor del relato gótico El vampiro y médico personal de Lord Byron.
- Sus hermanas: Christina Georgina Rossetti (1830–1894, poetisa inglesa, famosa por el poema Goblin Bazaar; un cráter volcánico en Venus lleva su nombre) y Maria Francesca Rossetti (1827–1876, escritora inglesa, fue amiga y estaba enamorada de John Ruskin, su relación comenzó cuando ella tenía 28 años, después de que el matrimonio de Ruskin fuera anulado; era una anglicana profundamente religiosa, publicó un libro de texto sobre el estudio de la Divina comedia de Dante Alighieri), esta fotografía es una de varias en que ellas observan el juego.

Rossetti sostiene su sombrero en la mano izquierda y mueve una pieza en el tablero de ajedrez con la derecha. Más tarde, Christina Rossetti le escribió a Dodgson pidiéndole tres copias de esta fotografía. Tras la muerte del poeta y pintor, se realizó un grabado basado en esta foto. 
Otra fotografía, probablemente tomada en la misma época e incluso durante la misma sesión, es La familia Rossetti, octubre de 1863. En la fotografía de Lewis Carroll aparecen Maria Francesca, Francis Polidori, Dante Gabriel, Christina Georgina y también, a diferencia de la fotografía anterior, William Michael Rossetti (1829-1919, crítico de arte y escritor, uno de los primeros miembros de la Hermandad Prerrafaelita, se casó con Lucy Madox Brown, pintora e hija del pintor Ford Madox Brown). 
La fotografía Jugadores de ajedrez, agosto de 1866 fue tomada en agosto de 1866. Esta fotografía apareció en el álbum P 3 de la colección de Morris L. Colección Parrish en la Universidad de Princeton. Su tamaño es de 8,5 × 13 centímetros. La fotografía capta a treinta participantes e invitados al congreso de ajedrez de Redcar, al que Lewis Carroll asistió el 10 de agosto de 1866. La mayoría de las personas en la fotografía nunca han sido identificadas, pero Cecil de Vere, el ganador del torneo del congreso, es claramente visible (un joven alto, ligeramente fuera del centro de la fotografía a la izquierda, de pie con los brazos cruzados sobre el pecho). Howard Staunton, está sentado en la primera fila más cerca de él, sosteniendo un sombrero de copa blanco. Se cree que es posible identificar con cierto grado de probabilidad a dos jugadores de ajedrez en la fotografía: Walter Grimshaw y Henry Edwin Kidson.
Una subasta de Christie's del 10 de mayo de 2002 también presentó la fotografía de Carroll Los jugadores de ajedrez, tomada alrededor de 1863, pero los niños en la fotografía (Grace y Arthur Denman) no están jugando al ajedrez, sino a las damas.

## Las fotografías

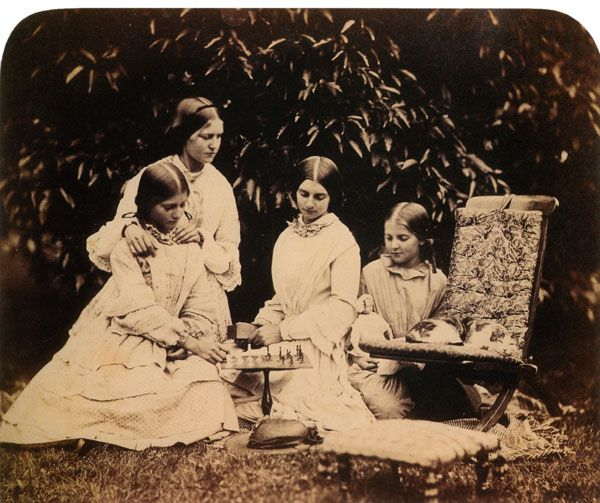
Lewis Carroll: Las hermanas Smith, verano de 1859.
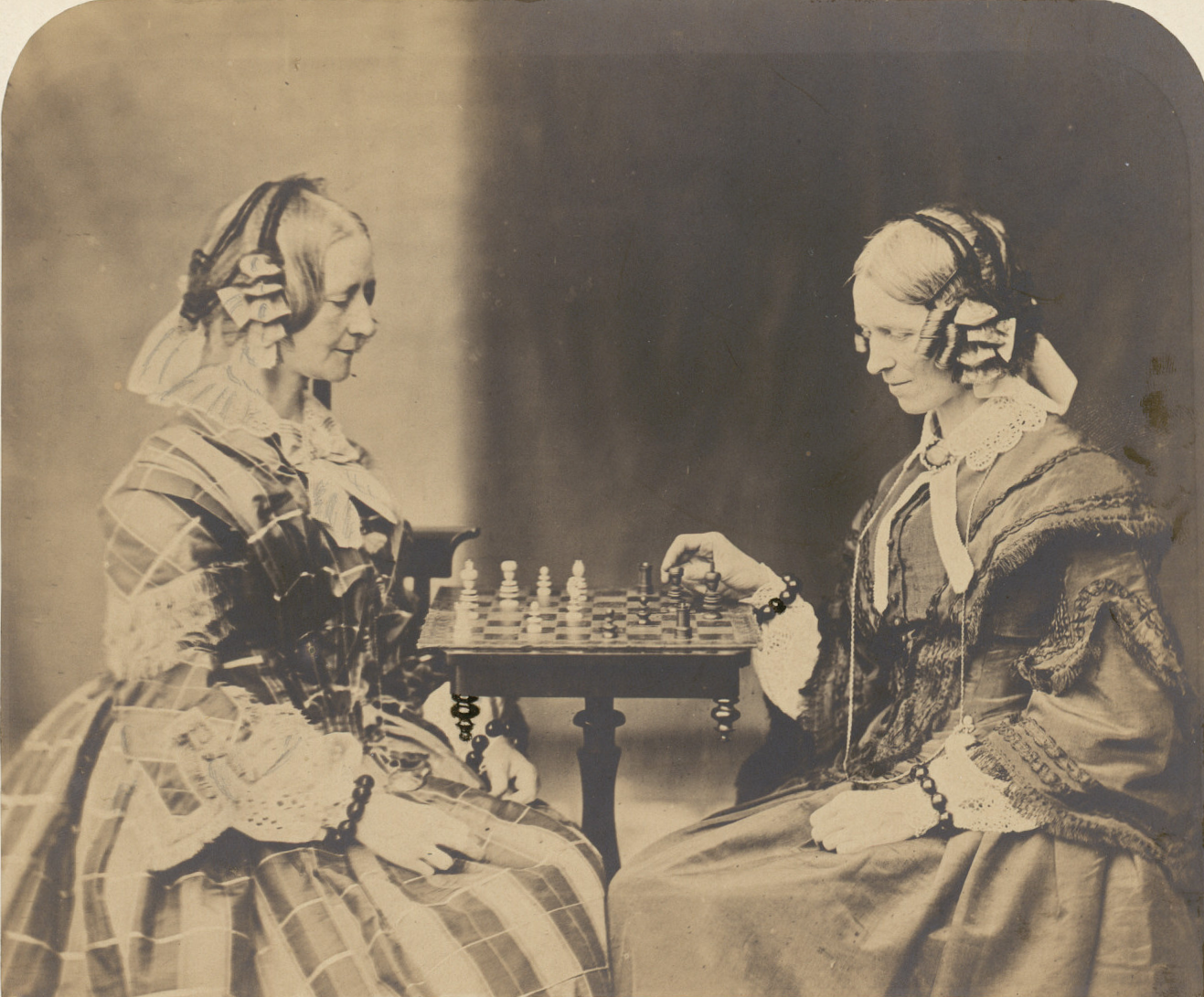
Lewis Carroll: Las dos tías de Carroll, Margaret Anne y Henrietta Mary Lutwidge, jugando al ajedrez, verano de 1859.
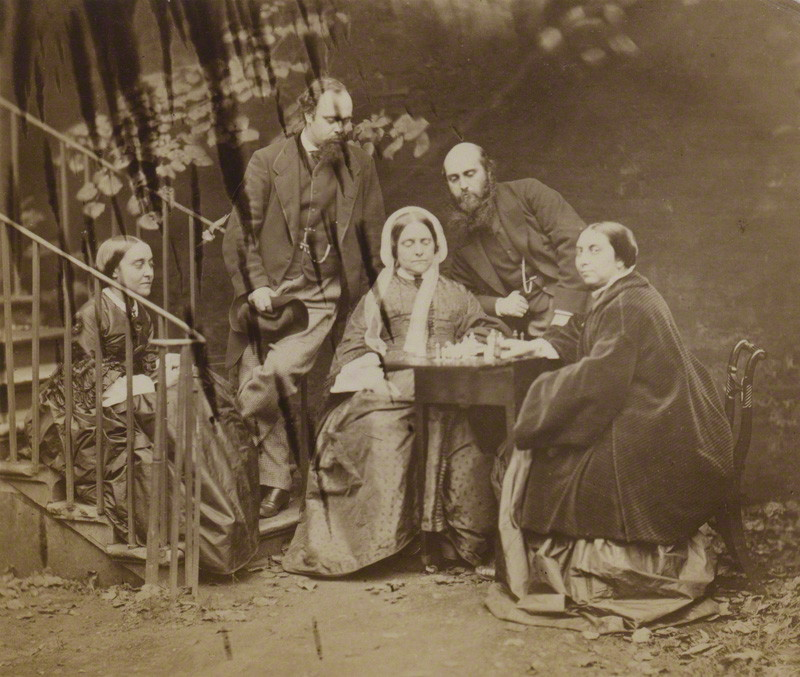
Lewis Carroll: La familia Rossetti, octubre de 1863.
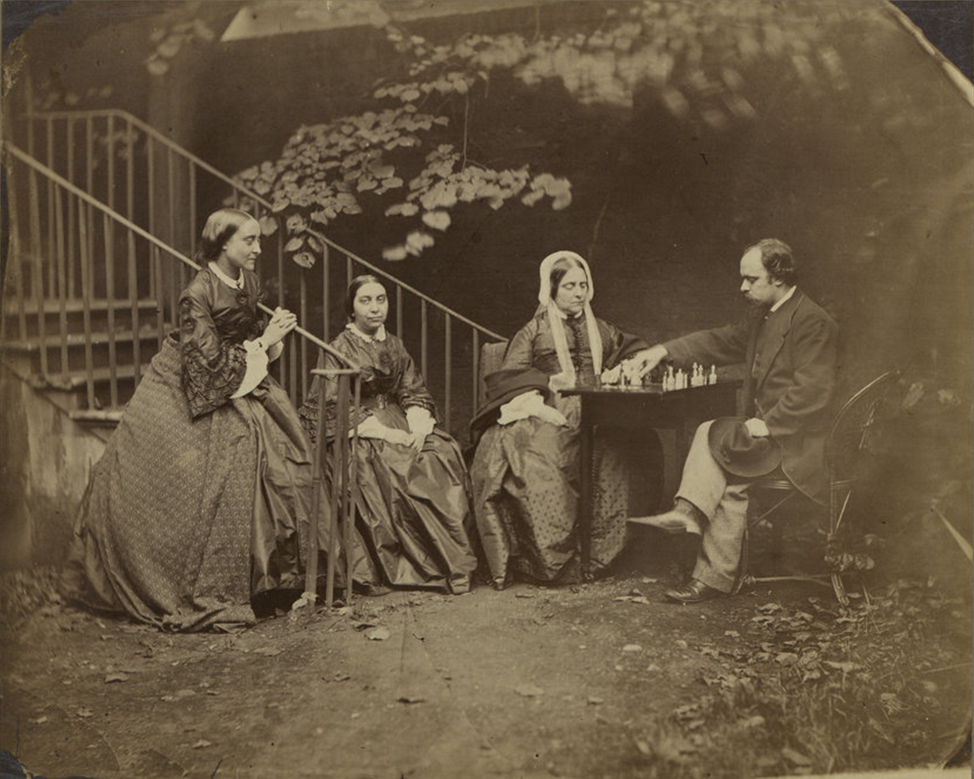
Lewis Carroll: La Sra. Rossetti jugando al ajedrez con D. G. Rossetti: Christina y Maria Francesca, octubre de 1863.
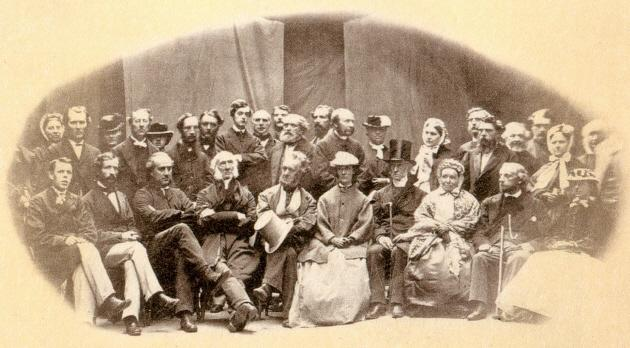
Lewis Carroll: Los jugadores de ajedrez, agosto de 1866.
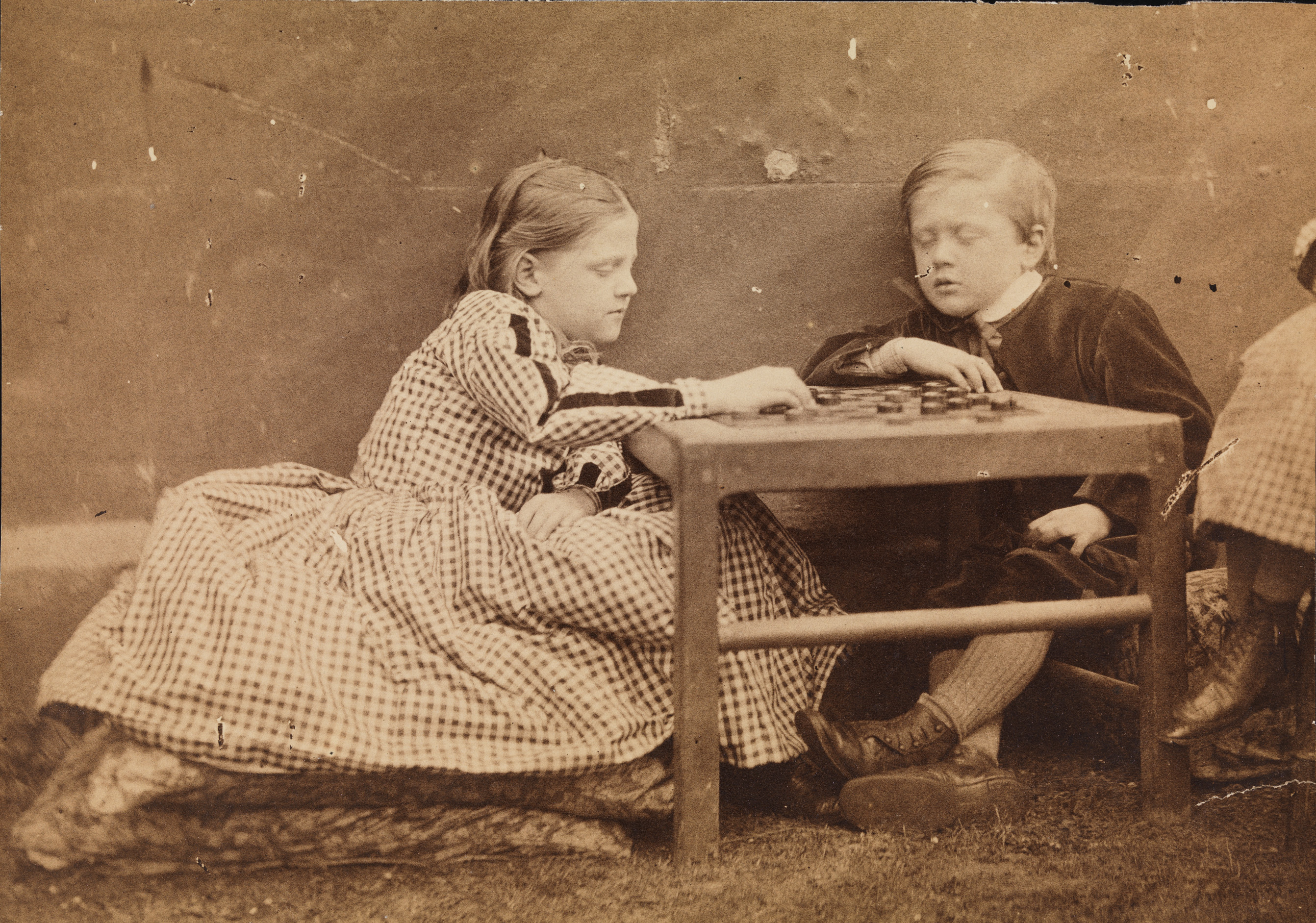
Lewis Carroll: Los hijos de Carlota Edith Denman, Arthur y Grace jugando a las damas, aprox. 1863.